# Carlotta Patti
Carlotta Patti, zam. de Munck (ur. 30 października 1835 we Florencji, zm. 27 czerwca 1889 w Paryżu) – włoska śpiewaczka, sopran.

## Życiorys
Córka Salvatora i Cateriny Patti. Muzyki początkowo uczyła się u rodziców, następnie studiowała grę na fortepianie u Henri Herza w Paryżu. Z czasem zdecydowała się jednak rozpocząć karierę jako śpiewaczka, na scenie zadebiutowała w 1861 roku w Nowym Jorku. Ze względu na wrodzone kalectwo po kilku występach operowych poświęciła się wyłącznie występom jako artystka koncertowa. Śpiewała w Europie i Stanach Zjednoczonych, m.in. w Covent Garden Theatre w Londynie. W 1872 roku poślubiła wiolonczelistę Ernesta de Muncka i zakończyła karierę sceniczną. Osiadła w Paryżu, gdzie prowadziła działalność pedagogiczną.